# バリンデカルボキシラーゼ
バリンデカルボキシラーゼ(Valine decarboxylase、EC 4.1.1.14)は、以下の化学反応を触媒する酵素である。
L-バリン{\displaystyle \rightleftharpoons }2-メチルプロパンアミン + 二酸化炭素
従って、この酵素の1つの基質はL-バリン、2つの生成物は2-メチルプロパンアミンと二酸化炭素である。
この酵素は、リアーゼ、特にカルボキシリアーゼに分類される。系統名は、L-バリン カルボキシリアーゼ(2-メチルプロパンアミン生成)である。その他よく用いられる名前に、leucine decarboxylase、L-valine carboxy-lyase等がある。
補因子としてピリドキサールリン酸を必要とする。